# Mina, Nuevo León
Mina är en ort i Mexiko.   Den ligger i kommunen Mina och delstaten Nuevo León, i den centrala delen av landet, 700 km norr om huvudstaden Mexico City. Mina ligger 591 meter över havet och antalet invånare är 3 803.
Terrängen runt Mina är varierad. Runt Mina är det ganska tätbefolkat, med 129 invånare per kvadratkilometer. Mina är det största samhället i trakten. Omgivningarna runt Mina är i huvudsak ett öppet busklandskap.